# هوارد كورنينغ
هوارد كورنينغ هو سياسي كندي، ولد في 17 أبريل 1879 في Chegoggin, Nova Scotia ‏ في كندا، وتوفي في 24 سبتمبر 1924. نشط حزبياً في جمعية المحافظين التقدمية لنوفا سكوشا. وقد انتخب عضو مجلس نواب نوفا سكوشا ‏.